# Chinatsu Kira
Chinatsu Kira (吉良 知夏, Kira Chinatsu, Usuki, 5 juli 1991) is een Japans voetbalster die als aanvaller speelt bij Urawa Reds.

## Carrière

### Clubcarrière
Kira begon haar carrière in 2010 bij Urawa Reds.

### Interlandcarrière
Kira nam met het Japans nationale elftal O17 deel aan het WK onder 17 in 2008. Daar stond zij in drie wedstrijden van Japan opgesteld en zij scoorde daarin vier doelpunten.
Kira maakte op 8 mei 2014 haar debuut in het Japans vrouwenvoetbalelftal tijdens een wedstrijd tegen Nieuw-Zeeland. Zij nam met het Japans elftal deel aan het Aziatisch kampioenschap 2014 en de Aziatische Spelen 2014. Japan behaalde goud op het Aziatisch kampioenschap en zilver op de Aziatische Spelen. Ze heeft 12 interlands voor het Japanse elftal gespeeld en scoorde daarin vijf keer.

## Statistieken
| Japans vrouwenvoetbalelftal | Japans vrouwenvoetbalelftal | Japans vrouwenvoetbalelftal |
| Jaar                        | Wed.                        | Dlp.                        |
| --------------------------- | --------------------------- | --------------------------- |
| 2014                        | 12                          | 5                           |
| Totaal                      | 12                          | 5                           |